# Bunte Seerose
Die Bunte Seerose (Nymphaea colorata), auch Blaue Nil-Seerose genannt, ist eine Pflanzenart der Gattung Seerosen (Nymphaea). Die Heimat liegt in Ostafrika. 

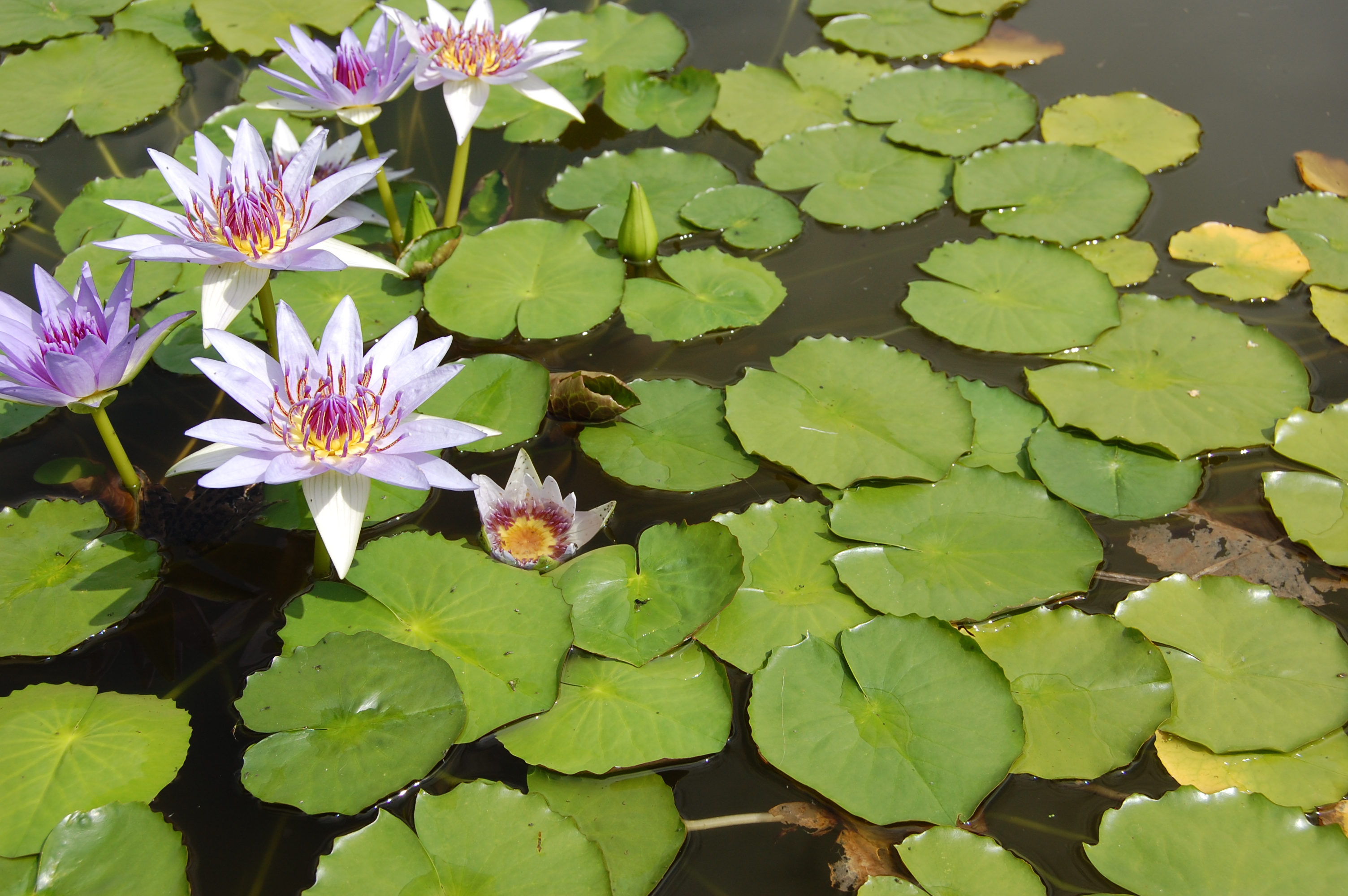
Bunte Seerose (Nymphaea colorata)

## Beschreibung

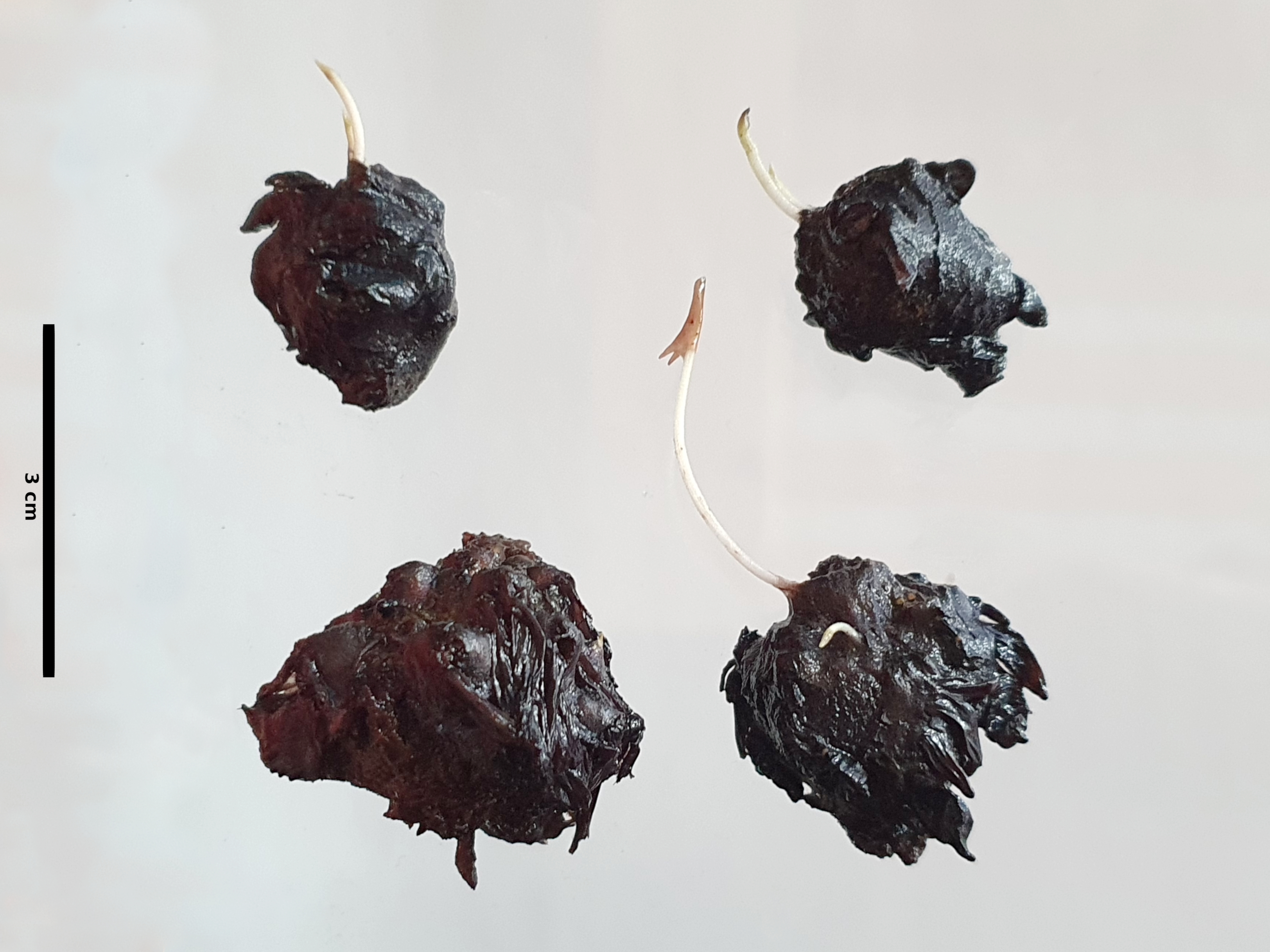
Rhizome von Nymphaea nouchali var. zanzibariensis (Casp.) Verdc. mit Maßstab (3 cm) auf weißem Hintergrund

Die Bunte Seerose ist eine ausdauernde krautige Pflanze. Diese Wasserpflanze bildet ein untergetauchtes Rhizom aus. Eine Pflanze nimmt einen Platz von etwa 1 bis 2 Meter Durchmesser an der Wasseroberfläche ein.
Die Laubblätter sind lang gestielt. Die Blattspreite ist im Umriss rund mit einem Durchmesser von etwa 20 Zentimeter, der Einschnitt ist in der Regel offen, seltener bis zur Hälfte von den Blattlappen verdeckt. Der Blattrand ist leicht gewellt. Oberseits sind die Blätter grün, unterseits violett-bläulich mit grün hervortretenden Blattadern.
Die zwittrigen Blüten erscheinen zahlreich an der Wasseroberfläche und sie öffnen sich tagsüber. Die Blüten duften kaum bis gar nicht. Sie sind schüsselförmig mit etwa 11 bis 14 Zentimeter Durchmesser. Die Blütenhülle besteht aus vier bis fünf Kelchblättern und 13 bis 15 Kronblättern. Die Kronblätter sind intensiver blau-violett gefärbt als die Kelchblätter. Die fast schwarz gefärbten Staubblätter tragen die purpur-roten, zur Spitze hin helleren Staubbeutel.

## Vorkommen
Nymphaea colorata kommt nur in Tansania vor.

## Taxonomie
Die Erstbeschreibung von Nymphaea colorata erfolgte 1928 durch den deutschen Botaniker Gustav Albert Peter (1853–1937) in Abhandlungen der Königlichen Gesellschaft der Wissenschaften, Göttingen. Mathematisch-Physikalische Klasse, 13, 2, S. 58, 68, Tafel 16A, Figur 10. Ein Synonym von Nymphaea colorata Peter ist Nymphaea colorata var. parviflora Peter. Kontrovers diskutiert wird ob Nymphaea colorata diverser anderer afrikanischen Arten ist.
Nymphaea colorata Peter  gilt laut Plants of the World Online als Synonym von Nymphaea nouchali var. zanzibariensis (Casp.) Verdc.

## Verwendung
Die Bunte Seerose wird als Zierpflanze verwendet. Sie bildet im Verhältnis zur Blattmasse viele Blüten. Ungewöhnlich für eine tropische tagblühende Seerose blüht sie noch bei kühleren Temperaturen unter 20 °C. Mitteleuropäische Winter werden allerdings nicht vertragen.
Sie ist Elternteil der Hybriden Nymphaea 'Director George T. Moore' und Nymphaea 'Midnight'.